# Puduhepa
Puduḫepa sau Pudu-Kheba (fl.secolul al XIII-lea î.Hr.) a fost o regină hitită, căsătorită cu regele Hattușil al III-lea. Este considerată „una dintre cele mai influente femei cunoscute din Orientul Apropiat Antic”.

## Date biografice
Puduḫepa s-a născut la începutul secolului al XIII-lea î.Hr. în orașul Lawazantiya din Kizzuwatna (în Cilicia, o regiune la sud de regatul hitit). Tatăl ei, Bentepsharri, a fost preotul șef al divinității tutelare a orașului, Shaushka (asociată cu zeița Ishtar din credințele mesopotamiene), iar Puduḫepa a fost crescută și educată pentru a exercita funcția de preoteasă a acestei zeițe.
Generalul hitit Hattușil a cunoscut-o pe Puduhepa după bătălia de la Kadesh și a spus că zeița Ishtar a ales-o pentru a-i fi soție. În acea vreme, regele hitiților era Muwatalli, iar după moartea acestuia a urcat pe tron Uhri-Teshup, fiul său. După ce a domnit șapte ani sprijinit de unchiul său, Hattușil, acesta provoacă o lovitură de stat în urma căreia Uhri-Teshup este exilat și el devine rege, iar Puduhepa regină sau tawananna.

## Domnia
Puduḫepa a avut o influență majoră în regatul hitit și în diplomația internațională din acea perioadă. În majoritatea reprezentărilor, este înfățișată ca egală soțului ei, mai degrabă decât supusă. A avut propriul ei sigiliu și a reorganizat panteonul zeităților hitite. A deținut importante funcții religioase și a participat la marile ritualuri alături de soțul ei. De asemenea, și-a asumat responsabilități politice, a avut dreptul de a administra treburile interne ale regatului și de a orândui viața demnitarilor de la curte.

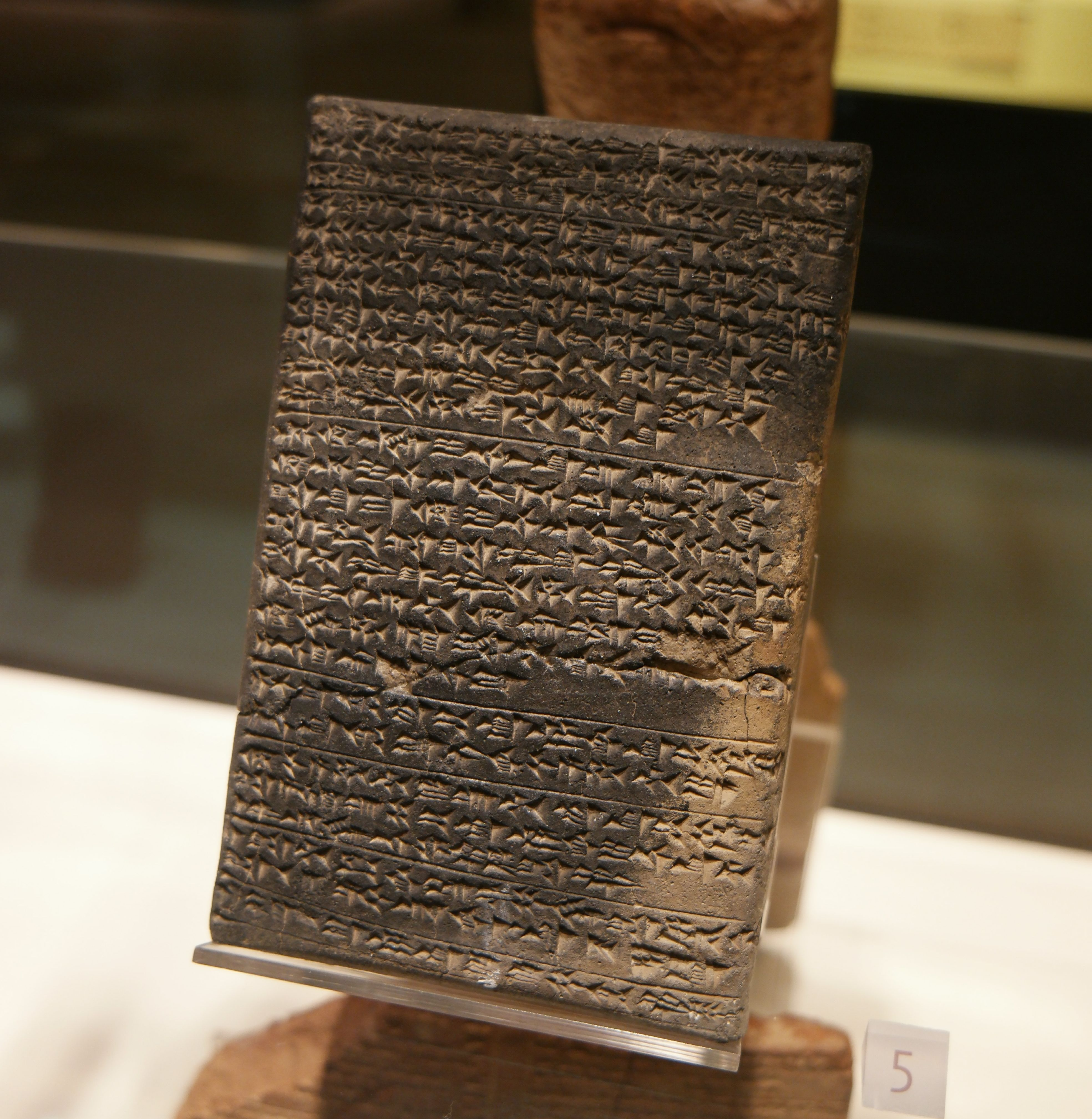
Scrisoare de prietenie scrisă în akkadiană de Naptera, soția lui Ramses al II-lea, faraonul Egiptului, către Puduhepa, soția lui Hattușil al III-lea, regele hitiților.

Regele Hattușil al III-lea a încheiat un tratat de pace cu faraonul Egiptului, Ramses al II-lea, tratat semnat și de rege, dar și de regina sa, Puduhepa. Acest tratat a pus capăt unei lungi perioade de conflicte. Versiunea egipteană a tratatului este gravată pe pereții templului lui Amon din Karnak, iar versiunea akkadiană se regăsește în sigiliile lui Hattușil și al soției sale, descoperite în arhivele din Bogazkoy, unde se află ruinele capitalei Hattușa. Puduhepa și-a folosit fiii și fiicele pentru a asigura ascendența hitiților și pentru a consolida alianțe. Până atunci, nici o altă regină hitită nu mai deținuse astfel de atribuții. Prin influența sa, una dintre fiicele ei cu Hattușil s-a căsătorit cu Ramses al II-lea. Aceasta a devenit regina Maathorneferure a Egiptului. Câțiva ani mai târziu, o altă fiică a lui Hattușil este dată în căsătorie lui Ramses al II-lea.
După moartea lui Hattușil, rolul lui Puduḫepa s-a extins sub domnia fiului ei, Tudhaliya al IV-lea, când a deținut titlul de zeiță-regină. În perioada cât ea a fost regina hitiților, Orientul mijlociu antic a cunoscut o perioadă de pace și prosperitate. Fiicele ei au fost Regina Maathorneferure a Egiptului și Prințesa Kiluš-Ḫepa.